# ملفیستو والز
ملفیستو والز (به انگلیسی: The Mephisto Waltz) فیلمی محصول سال ۱۹۷۱ و به کارگردانی پل وندکوس است. در این فیلم بازیگرانی همچون آلن آلدا، جکلین بیسیت، باربارا پارکینز، برادفورد دیلمن، ویلیام ویندام و کورد یورگنس ایفای نقش کرده‌اند.